# خانه اکبر پرنده
خانه اکبر پرنده مربوط به دوره پهلوی اول است و در احمدآباد، خیابان آیت‌الله فکور، خیابان امام خمینی واقع شده و این اثر در تاریخ ۲ بهمن ۱۳۸۲ با شمارهٔ ثبت ۱۰۸۳۱ به‌عنوان یکی از آثار ملی ایران به ثبت رسیده‌است.